# Tribute to the American Duck
Tribute to the American Duck es el séptimo álbum de la banda estadounidense The Dillards. Fue publicado en noviembre de 1973 a través de Poppy Records. Producido por el vocalista principal Rodney Dillard, Tribute to the American Duck se grabó en los estudios Golden West Sound, en Hollywood, California por el ingeniero de audio Don Gallese.

## Recepción de la crítica
Un escritor no especificado de la revista Cash Box declaró: “El sexteto se deleita con sabor country en su nuevo LP de Poppy, una brillante fusión de pop, rock y country que se conjuga con precisión y vitalidad en cada uno de los diez cortes. [...] Un LP completamente disfrutable”. Un escritor no especificado de la revista Billboard comentó: “Si existe una verdadera justicia musical, the Dillards deberían ser artistas consistentes en álbumes de oro. Han estado haciendo lo que hacen, bluegrass-country pop, por más tiempo, mejor y más entretenido que nadie”.
En una reseña en retrospectiva para AllMusic, Eugene Chadbourne declaró: “Si ‘arte’ se define por el esfuerzo, entonces este álbum es sin duda todo un proyecto artístico para este grupo. Cada canción es como un arreglo floral en el que un bonito tulipán se retuerce, se gira y se entierra con tierra y rocas hasta que la flor se hace trizas hasta quedar irreconocible. El tulipán en este caso no es tanto el sonido tradicional de la banda de bluegrass, que algunos reaccionarios creen que se pierde simplemente añadiendo la batería. Realmente, la batería es el menor de los problemas aquí, ya que Paul York es un intérprete capaz que brilla en los raros casos en que realmente emerge un ritmo de bluegrass. Hay toques de buena interpretación aquí y allá por parte de todos, incluido el banjoista Billy Ray Latham, y los pasajes del conjunto están ajustados a un nivel impresionante. Algunos oyentes pueden disfrutar la forma en que las canciones evolucionan hacia armonías que suenan más a los Beatles que a los hermanos Monroe. Son las composiciones y los arreglos los que cubren la alegría de la música antigua con una capa sofocante de influencia del rock y el pop”.

## Lista de canciones
Todas las canciones escritas y compuestas por Rodney Dillard y Mitch Jayne, excepto donde esta anotado. 
| Lado uno |                          |                 |          |  |
| N.º      | Título                   | Escritor(es)    | Duración |  |
| 1.       | «Music Is Music»         |                 | 3:14     |  |
| 2.       | «Caney Creek»            | Jules Alexander | 2:30     |  |
| 3.       | «Dooley»                 |                 | 2:00     |  |
| 4.       | «Love Has Gone Away»     |                 | 3:28     |  |
| 5.       | «You've Gotta Be Strong» | Jerry La Mirand | 4:00     |  |

| Lado dos |                         |                                                |          |  |
| N.º      | Título                  | Escritor(es)                                   | Duración |  |
| 1.       | «Carry Me Off»          | Linda Dillard R. Dillard Jayne                 | 3:50     |  |
| 2.       | «Smile for Me»          | Gary Itri                                      | 3:50     |  |
| 3.       | «Hot Rod Banjo»         | Buzz Clifford Joseph Henry Burnett Paul Potash | 2:50     |  |
| 4.       | «Daddy Was a Mover»     |                                                | 3:24     |  |
| 5.       | «What's Time to a Hog?» | Dean Webb Jayne                                | 2:12     |  |

## Créditos y personal
Créditos adaptados desde las notas de álbum de Tribute to the American Duck.
Músicos
- Paul York – batería, percusión
- John Raines - batería
- Colin Cameron – bajo eléctrico
- Gary Itri – bajo eléctrico
- Billy Ray Lathum – guitarra, banjo, dobro
- Rodney Dillard – guitarra, dobro, voz principal
- Irv Dugan – guitarra
- John Hartford – violín tradicional
- Buck Graves – dobro
- John Raines – percusión
- Don Gallese – percusión
- Dean Webb – mandolina
- Andrew Belling – teclados
- Mitch Jayne – voz principal (10)
- Linda Dillard – coros

Personal técnico
- Rodney Dillard – productor
- Don Gallese – ingeniero de audio, mezclas

Diseño
- John Kehe – diseño de portada
- Fred Valentine – fotografía de portada
- Barbara Harris – fotografía de contraportada
- Mike Salisbury – director artístico
- Moe DiSesso – dueño del pato